# Giorno della proclamazione della Repubblica di Lettonia
Il Giorno della proclamazione della Repubblica di Lettonia (in lettone Latvijas Republikas proklamēšanas diena) è una giornata nazionale della Lettonia.
Viene celebrata il 18 novembre e commemora la proclamazione della Repubblica di Lettonia, nel 1918, in seguito all'indipendenza della Lettonia dalla Russia.
In questo periodo storico così importante per il paese baltico si distinse la figura di Kārlis Ulmanis.
Durante il periodo della rivoluzione, Ulmanis fondò il partito “Unione dei Contadini della Lettonia” (LZS) per rivendicare l'indipendenza lettone. Quando, con altri nazionalisti, nel 1918 formò il Consiglio nazionale lettone per proclamare l'indipendenza dalla Russia, fu subito riconosciuto come capo del governo di transizione. Il 18 novembre 1918 il Comitato nazionale proclamò l'indipendenza lettone e Ulmanis divenne Primo ministro del governo provvisorio.
Vari eventi pubblici si svolgono in tutta la nazione, tra cui concerti e fuochi d'artificio. La grande processione della torcia elettrica si svolge nella capitale Riga e richiama ogni anno migliaia di partecipanti; il suo percorso per le strade del centro termina al Monumento alla Libertà. Un'altra tradizione del paese baltico è la parata militare nazionale delle forze armate lettoni e ancora il canto dell'inno nazionale lettone da parte di migliaia di persone.
La festivitá non è da confondere con la giornata dell'indipendenza dall'Unione Sovietica (4 maggio 1990).